# Arena di Pola
L'arena di Pola (in croato: Pulska Arena), chiamato anche anfiteatro di Pola, è per grandezza il sesto nel suo genere. Il suo nome deriva dal latino ărēna, che indica la sabbia che ricopriva le platee degli anfiteatri romani. Tra i polesi, il monumento emblema della città, dal grandissimo valore simbolico ed affettivo, è chiamato solitamente Rena, dal dialetto istroveneto.

## Storia
L'anfiteatro venne costruito tra il 27 a.C. ed il 68 d.C. sotto l'imperatore Augusto, prelevando il materiale dalle note cave di pietra situate alla periferia della città ed ancora oggi esistenti. In seguito, l'imperatore Vespasiano, che aveva commissionato il Colosseo a Roma, lo fece ampliare (secondo la leggenda, egli voleva rendere omaggio a Cenis, liberta di origine istriana nativa di Pola, già segretaria di Antonia - figlia minore di Marco Antonio triumviro - e sua amante, che l'imperatore tenne in conto di moglie per un trentennio, prima e dopo la morte della moglie).
Come il Colosseo, veniva utilizzato prevalentemente per combattimenti di gladiatori o per naumachie. Si presume che sia rimasto intatto, seppure in uno stato di sempre maggiore trascuratezza ed abbandono, fino al XV secolo. In seguito sarebbe stato saltuariamente utilizzato come cava di pietra per alcune costruzioni della Repubblica di Venezia, oltreché degli abitanti locali. Secondo una tarda tradizione storiografica, sarebbe salita all'onore delle cronache nel 1583 quando al Senato veneziano, versando Pola in uno stato di sempre maggior decadenza e desolazione, si propose di smontare l'Arena pezzo per pezzo e di ricostruirla a Venezia. A sventare tal proposito sarebbe stata l'azione del senatore veneziano Gabriele Emo e per questo suo impegno, nell'anno successivo la città di Pola pose su una torre dell'Arena, lato mare, una lapide a perenne memoria e gratitudine. In realtà non esiste alcuna prova che la lapide - pur presente in situ - faccia riferimento a questo presunto tentativo: non risulta alcun documento coevo che parli dello smontaggio o della demolizione dell'Arena, mentre le prime notizie in tal senso sono apparse solo nel XIX secolo, per opera di storici o cronachisti locali.
Fu oggetto di ampio restauro durante l'epoca napoleonica.
Viene utilizzato tutt'oggi, similmente all'Arena di Verona: è un ambito centro di teatro e musica e nel 1993 ha ospitato il festival di Pola e gli Histria festivals, oltre a una puntata di Giochi senza frontiere nel 1981. Ogni estate è il palco privilegiato del Pola Film Festival. Personaggi di fama mondiale come Sting, Julio Iglesias, Anastacia, Luciano Pavarotti, Grace Jones, Norah Jones, Alanis Morissette, David Gilmour si sono esibiti in questa arena.
Attualmente, è in grado di ospitare cinquemila spettatori.

## Descrizione
L'anfiteatro, in pietra calcarea bianca, è articolato in tre ordini grazie alla sovrapposizione di due serie di archi; una parete alleggerita da aperture quadrangolari corona l'edificio formando il terzo ordine.
Dopo l'ampliamento di Vespasiano, l'ovale della pianta raggiunse le dimensioni di 132,5 m x 105. Visto dal litorale, ha un'altezza di 32,5 m, ma dato che la costruzione si erge su un pendio, il lato opposto al mare (ad est) è di altezza notevolmente ridotta: presenta solo il secondo ordine, di 72 arcate. Sempre a causa della pendenza del terreno, dalla parte del litorale gli ordini si appoggiano su un massiccio basamento.
Degli avancorpi distribuiti sulla circonferenza danno ritmo alla costruzione.
In origine la cavea, divisa in due meniani, comprendeva quaranta gradini per ospitare fino a 23.000 spettatori.

## Galleria d'immagini

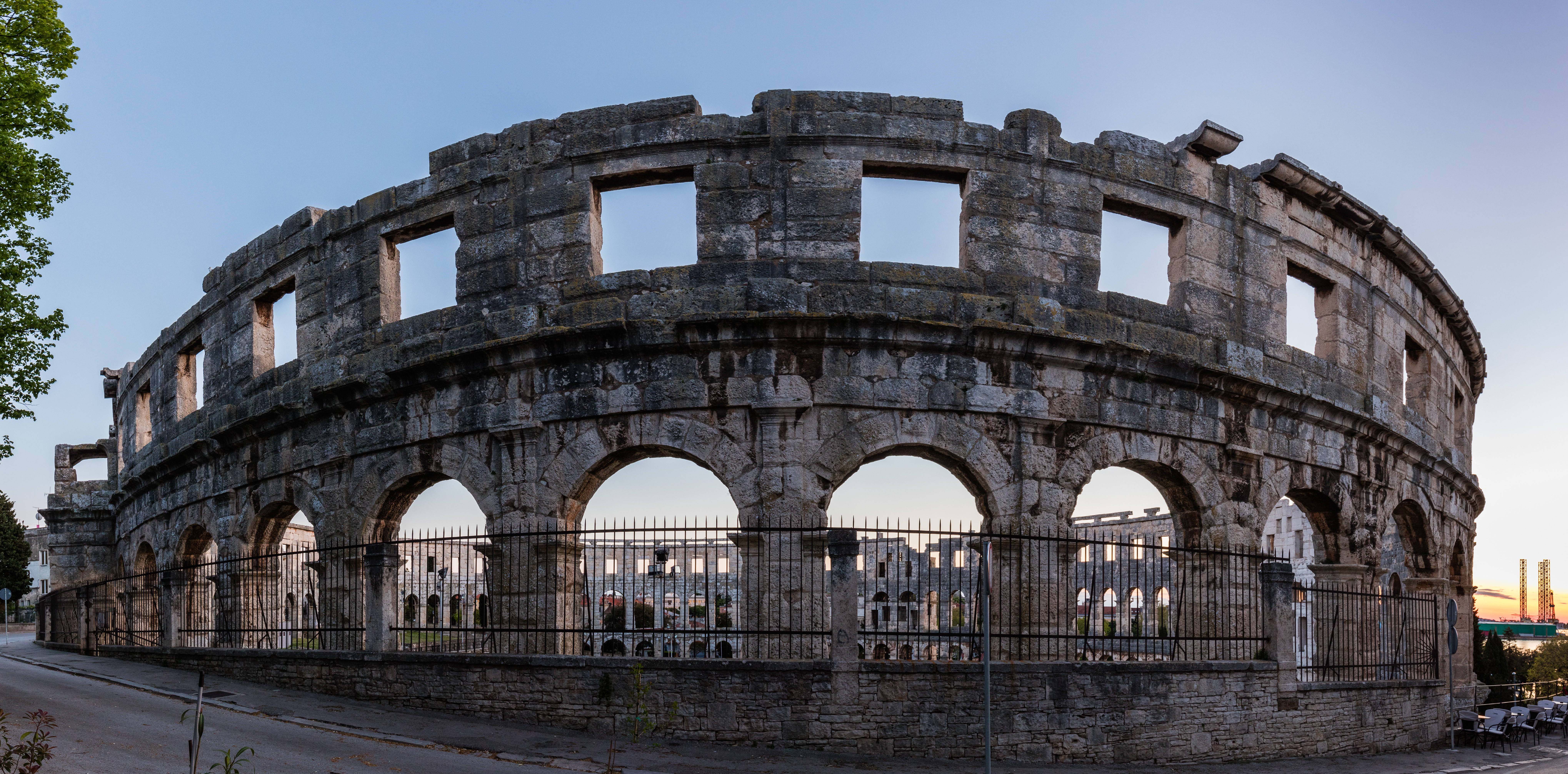
Veduta dall'esterno.
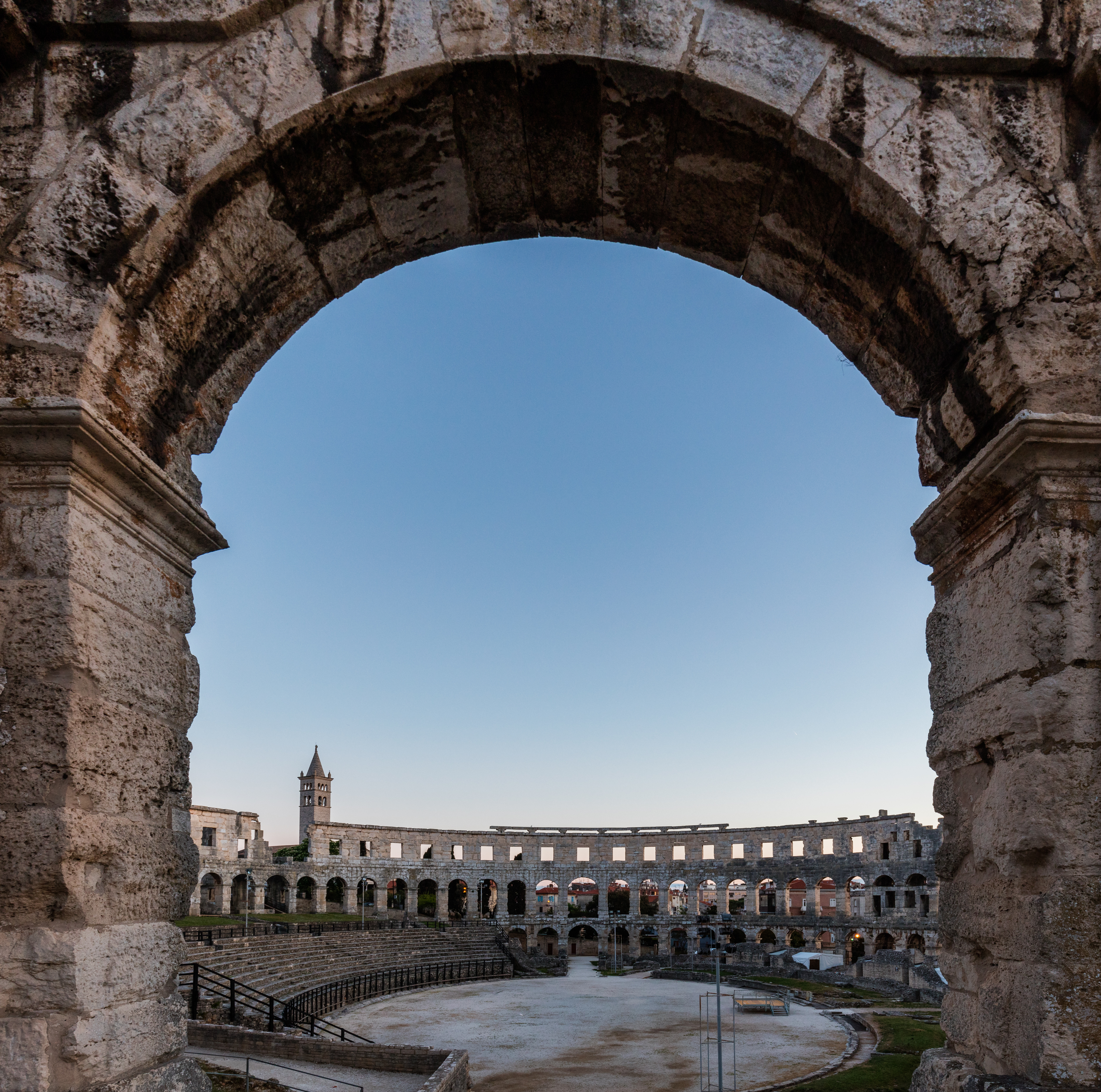
Veduta dall'interno.
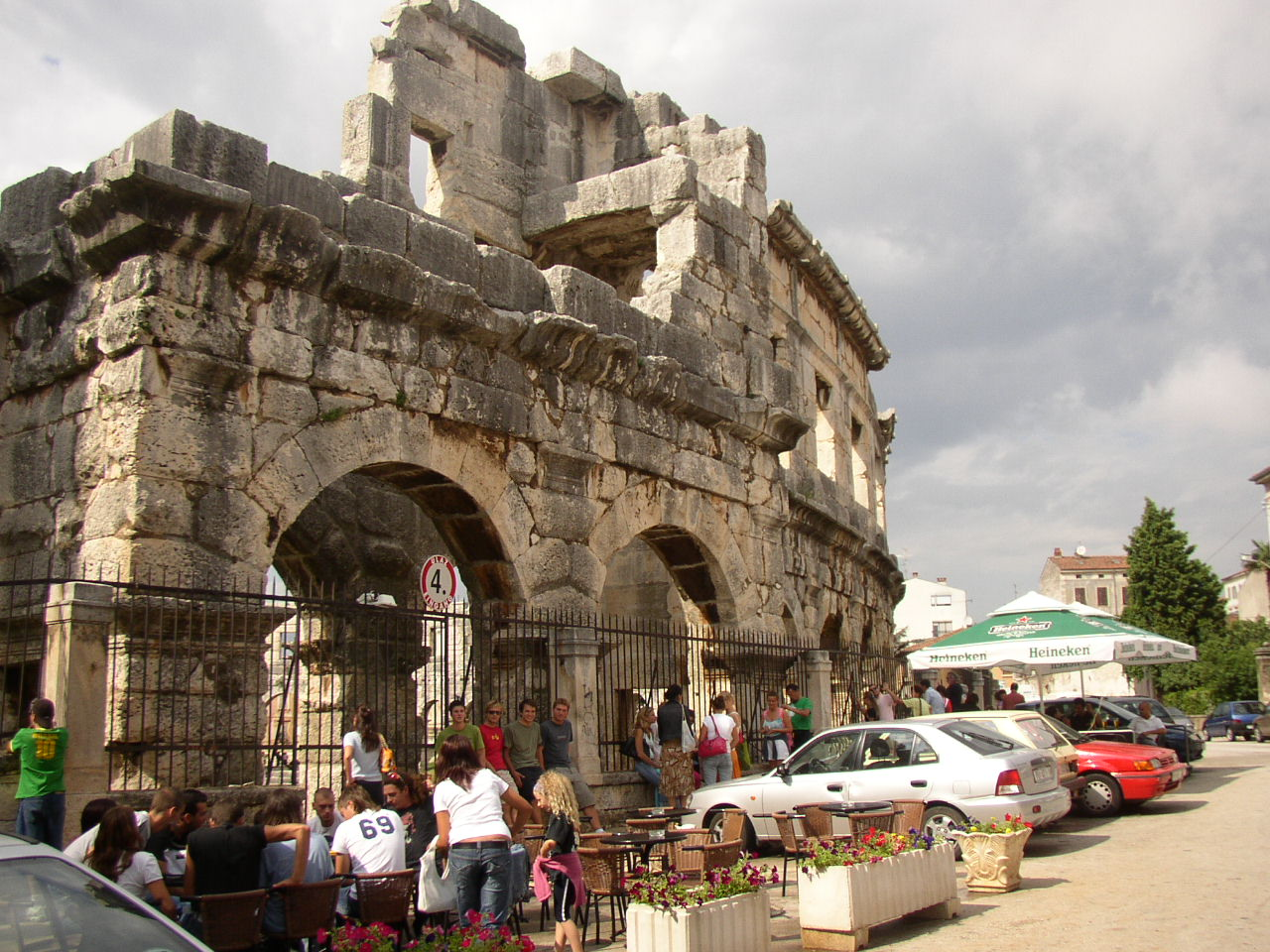
L'anfiteatro visto dalla parte opposta al litorale: si noti l'altezza ridotta (a causa del pendio).
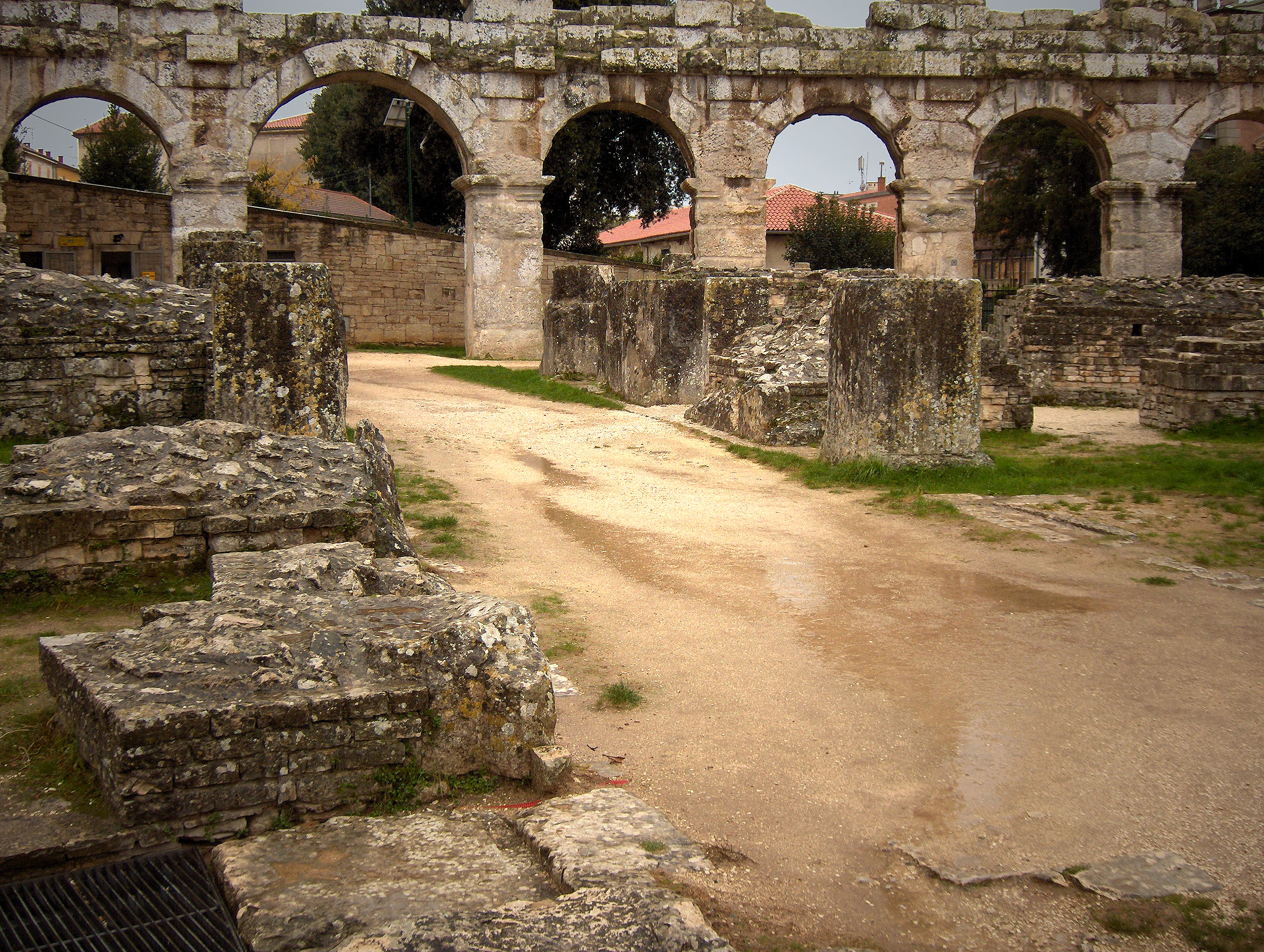
Le dimensioni originali dell'arena vera e propria erano di 68 m × 41,6 m.
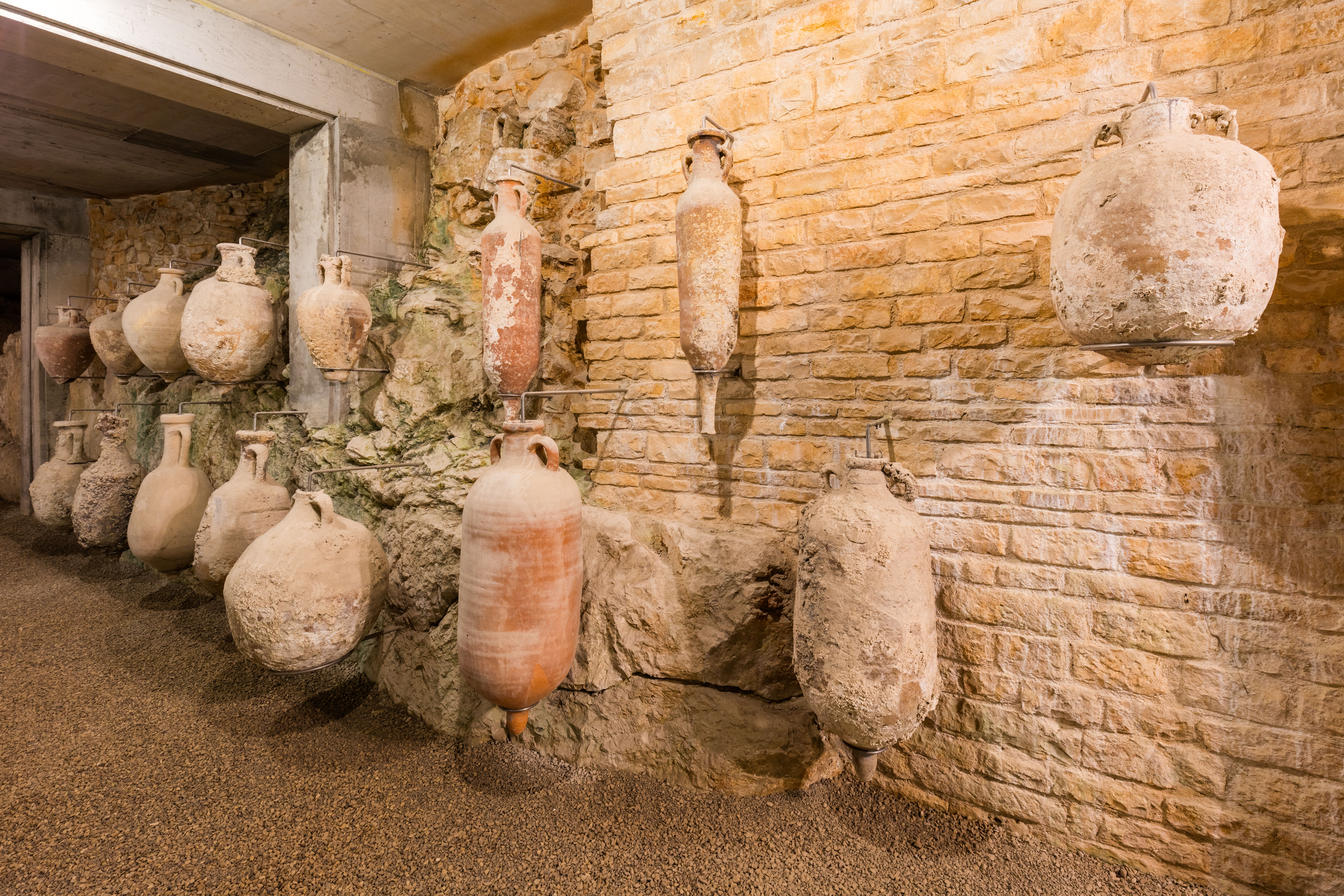
Museo sotto l'arena.